# Leucauge subgemmea
Leucauge subgemmea este o specie de păianjeni din genul Leucauge, familia Tetragnathidae, descrisă de Friedrich Wilhelm Bösenberg și Strand, 1906. Conform Catalogue of Life specia Leucauge subgemmea nu are subspecii cunoscute.